# Radio PosavinaTV
Radio PosavinaTV je privatna glazbena hrvatska radio postaja koja emitira svoj program od 14. svibnja 2007. godine. Svoj program emitiramo putem interneta, kablovskih mreža i putem satelita Eutelsat W2. Nakon uspješnog rada već desetak godina i više pokreće i svoj televizijski program Radio PosavinaTV koja se emitira putem interneta i kablovskih mreža diljem svijeta. 

## Program
Program kreiraju slušatelji putem telefonskih poziva i SMS poruka. Emitiramo izvornu, zabavnu i narodnu glazbu. Program se emitira od 0 do 24 sata uz široke glazbene žanrove: domaće, izvorne, narodne i folk glazbe.

## Prijenos sv. misa
Radio Posavina već 10 godina omogućuje svake nedjelje prijenos Sv. Misa:
- u 9, 00 satih iz Župe Bežlja (BiH)
- u 11,00 sati iz Gospinog svetišta Vrhbosanske nadbiskupije Komušina-Kondžilo (BiH).

## Voditelji
- Ivica G. (Ićo)
- Stipe G.
- Ante G.

## Vanjske poveznice
- Mrežna stranica
- Instagram
- Facebook
- Youtube